# Подпольная империя (3-й сезон)
Третий сезон сериала «Подпольная империя», премьера которого состоялась на канале HBO 16 сентября 2012 года, а заключительная серия вышла 2 декабря 2012 года, состоит из 12 эпизодов. Сериал был создан Теренсом Уинтером и основан на книге «Подпольная империя: Рождение, рассвет и коррупция в Атлантик-Сити» Нельсона Джонсона.

## В ролях

### Основной состав
Чарли Кокс, который во втором сезоне играл второстепенную роль, был повышен до актёра основного состава и Бобби Каннавале присоединился к составу. Майкл Питт, Алекса Палладино, Пас де ла Уэрта и Дэбни Коулмен все покинули состав.
- Стив Бушеми — Енох «Наки» Томпсон (12 эпизодов)
- Келли Макдональд — Маргарет Томпсон (11 эпизодов)
- Майкл Шэннон — Нельсон Ван Алден/Джордж Мюллер (5 эпизодов)
- Ши Уигхэм — Илаэс «Илай» Томпсон (11 эпизодов)
- Майкл Стулбарг — Арнольд Ротштейн (8 эпизодов)
- Стивен Грэм — Аль Капоне (6 эпизодов)
- Винсент Пьяцца — Чарли Лучано (10 эпизодов)
- Майкл Кеннет Уильямс — Альберт «Мелок» Уайт (6 эпизодов)
- Энтони Лациура — Эдди Кесслер (8 эпизодов)
- Пол Спаркс — Майкл «Микки Дойл» Кузик (8 эпизодов)
- Джек Хьюстон — Ричард Хэрроу (9 эпизодов)
- Чарли Кокс — Оуэн Слейтер (9 эпизодов)
- Бобби Каннавале — Джип Розетти (11 эпизодов)
- Гретчен Мол — Джиллиан Дармоди (9 эпизодов)

### Приглашённые актёры
- Крис Калдовино — Тонино Сандрелли (10 эпизодов)
- Анатол Юсеф — Меер Лански (8 эпизодов)
- Джози и Люси Галлина — Эмили Шрёдер (7 эпизодов)
- Мег Чемберс Стидл — Билли Кент (7 эпизодов)
- Деклан и Рори Мактиг — Теодор «Тедди» Шрёдер (7 эпизодов)
- Стивен Рут — Гастон Минс (6 эпизодов)
- Брэди и Коннор Нун — Томми Дармоди (6 эпизодов)
- Иво Нанди — Джо Массерия (5 эпизодов)
- Кевин О'Рурк — Эдвард Л. Бадер (5 эпизодов)
- Ренн Шмидт — Джулия Сагорски (5 эпизодов)
- Марк Борковски — Пол Сагорски (4 эпизода)
- Гленн Флешлер — Джордж Римус (4 эпизода)
- Эрик ЛяРэй Харви — Данн Пёрнсли (4 эпизода)
- Эд Джуитт — Джесс Смит (4 эпизода)
- Хизер Линд — Кэти (4 эпизода)
- Джулианна Николсон — Эстер Рэндольф (4 эпизода)
- Кристиан Сайдель — Сигрид (4 эпизода)
- Майкл Зеген — Бенджамин Сигел (4 эпизода)
- Джозеф Аниска — агент Стэн Сэвики (3 эпизода)
- Джо Каниано — Джейк Гузик (3 эпизода)
- Джеймс Кромвелл — Эндрю У. Меллон (3 эпизода)
- Стивен ДеРоса — Эдди Кантор (3 эпизода)
- Кристофер Макдональд — Гарри Догерти (3 эпизода)
- Аррон Шивер — Дин О'Бэнион (3 эпизода)
- Кевин Чолак — Уильям «Вилли» Томпсон (3 эпизода)
- Грег Антоначчи — Джонни Торрио (2 эпизода)
- Доминик Кьянезе — Леандер Уитлок (2 эпизода)
- Джозеф Риккобене — Фрэнки Ял (2 эпизода)
- Пирс Бантинг — Билл Маккой (1 эпизод)
- Уильям Форсайт — Муня «Мэнни» Хорвиц (1 эпизод)
- Кристина Джексон — Мэйбелл Уайт (1 эпизод)
- Уилл Яновиц — Хайми Уайсс (1 эпизод)

## Эпизоды
| № общий | № в сезоне | Название                               | Режиссёр        | Автор сценария                | Дата премьеры    | Зрители в США (млн) |
| --- | ---------- | -------------------------------------- | --------------- | ----------------------------- | ---------------- | ------------------- |
| 25 | 1          | «Обещание» «Resolution»                | Тим Ван Паттен  | Теренс Уинтер                 | 16 сентября 2012 | 2,89                |
| В канун Нового 1923-го года Джипу Розетти не до праздничного настроения, когда он выслушивает планы Наки по изменению бизнес-модели. Тем временем, в Чикаго, ирландский гангстер Дин О'Бэнион выжал последние капли терпения Аль Капоне, и Ван Алден надеется на карьерное повышение. Кроме того, в Атлантик-Сити Ричард становится наставником Томми Дармоди, хотя Джиллиан внимательно следит за ними обоими. А Маргарет отправляется в новую больницу, которая стала существовать благодаря состоянию Наки. |            |                                        |                 |                               |                  |                     |
| 26 | 2          | «Спагетти и кофе» «Spaghetti & Coffee» | Алик Сахаров    | Говард Кордер                 | 23 сентября 2012 | 2,62                |
| Илай выходит из тюрьмы и, при смене рода деятельности, сталкивается со своим новым боссом. Джип Розетти интересуется маршрутом между Атлантик-Сити и Нью-Йорком. А Наки в Нью-Йорке сталкивается с необычной системой взимания. |            |                                        |                 |                               |                  |                     |
| 27 | 3          | «Боун фор туна» «Bone for Tuna»        | Джереми Подесва | Крис Хэддок                   | 30 сентября 2012 | 2,36                |
| Маргарет в сопровождении Наки отправляется в церковь, где принимает благодарности и находит новую аудиторию, для представления своей идеи по созданию клиники для женщин. Между тем Розетти, наконец, заключает сделку по отгрузке партии ликера. Ричард ставит Микки на место. А в Чикаго Ван Алден оказывается не в то время и не в том месте. |            |                                        |                 |                               |                  |                     |
| 28 | 4          | «Мальчик-колокольчик» «Blue Bell Boy»  | Кари Скогланд   | Дэвид Стенн                   | 7 октября 2012   | 2,11                |
| После того, как Наки и Оуэн разыскивают вора ликера, они проводят долгую ночь, скрываясь от агентов ФБР. Ротштейн в бешенстве из-за опоздания в доставке груза. В связи с этим, да еще и в отсутствие босса, Микки отклоняет предложение Илая и делает звонок, который будет иметь последствия для Наки и Розетти. Маргарет сталкивается со знакомым лицом, продвигая классы доктора Мэйсона в новой женской клинике Святой Терезы. В Нью-Йорке Лаки обсуждает с Джо Массерией свою долю в продаже героина, в то время как в Чикаго накаляется вражда между Капоне и О'Бэнионом, когда один из сборщиков дани избит на Южной стороне. |            |                                        |                 |                               |                  |                     |
| 29 | 5          | «Ты удивишься» «You'd Be Surprised»    | Тим Ван Паттен  | Дайан Фролов и Эндрю Шнайдер  | 14 октября 2012  | 2,19                |
| После того как Ротштейн намучился со сделкой с Наки о поставке ликера, он посылает в Тэйбор Хайтс сообщение для Розетти. В Вашингтоне Гастон Минс видит возможность в исследовании Сената Гарри Догерти и Министерства Юстиции. Билли заставляет нового актера, играющего в одном фильме, восстанавливать её пошатнувшееся шоу. Ван Алден и Сигрид принимают неожиданного посетителя. Джиллиан волнуется о поддержании своего бизнеса на плаву в отсутствие Джимми. Между тем у Маргарет в больнице происходит неловкий момент. |            |                                        |                 |                               |                  |                     |
| 30 | 6          | «Гинг-гэнг-гули» «Ging Gang Goolie»    | Эд Бьянчи       | Стив Корнаки                  | 21 октября 2012  | 2,34                |
| Будучи задержанным в Вашингтоне прихвостнями Догерти, Наки обращается к Эстер Рэндольф, своему бывшему заклятому врагу, и позже развлекает её интригующим предложением от Гастона Минса. В Атлантик-Сити Маргарет справляется с демонами Тедди, в то время как Оуэн расследует причины подозрительного пожара. Джиллиан враждует с Лаки и находит человека на место покойного Джимми. Ричард присоединяется к боксеру-ветерану по имени Пол Сагорски и его дочери Джулии. |            |                                        |                 |                               |                  |                     |
| 31 | 7          | «Праздничный костюм» «Sunday Best»     | Аллен Култер    | Говард Кордер                 | 28 октября 2012  | 1,97                |
| В пасхальное воскресенье на семейной встрече Томпсонов, Илай надеется вернуть благосклонность Наки. В то время как Ричард и Томми проводят день в качестве гостей Сагорского, Джиллиан остается дома и приносит жертву, чтобы улучшить своё будущее. |            |                                        |                 |                               |                  |                     |
| 32 | 8          | «Пони» «The Pony»                      | Тим Ван Паттен  | Теренс Уинтер и Говард Кордер | 4 ноября 2012    | 2,09                |
| После смерти Джимми, когда в качестве союзника приходит Розетти, Джиллиан наконец заключает мир, но не с Наки. Отработав свой долг О'Бэниону, Ван Алден посещает встречу Капоне с Торрио, а позже, после облавы на работе, рассматривает случай Сигрид, чтобы снова не пускаться в бега. С помощью Гастона Минса Наки наносит незапланированный визит Эндрю Меллону, предлагая Министру финансов рекомендацию и деловое предложение. Маргарет делает стенд контроля рождаемости. Наки и Оуэн посещают магазин, где покупают пони ко дню рождения. А к огорчению Наки, Билли планирует в будущем попасть в киноиндустрию. |            |                                        |                 |                               |                  |                     |
| 33 | 9          | «Блаженны нищие» «The Milkmaid's Lot»  | Эд Бьянчи       | Ролин Джонс                   | 11 ноября 2012   | 2,06                |
| Пострадав от очередного нападения Розетти, Наки клянется устранить своего заклятого врага путём создания коалиции из знакомых партнеров. В Вашингтоне, в связи с арестом высококлассного бутлегера, Догерти и Джесс Смит оказываются на ответственном посту. У Эмили небольшая вечеринка по случаю дня рождения. В несчастном случае с Томми Джиллиан винит отсутствующего Ричарда. Розетти решает купить молчание города. Бродвей оплакивает упавшую звезду. |            |                                        |                 |                               |                  |                     |
| 34 | 10         | «Уведи у вора...» «A Man, A Plan...»   | Джереми Подесва | Дэйв Флеботт                  | 18 ноября 2012   | 2,18                |
| Наки обращается к Гастону Минсу, чтобы по-прежнему скрывать Джес Смита в Вашингтоне, а Оуэну дает распоряжение нейтрализовать в Нью-Йорке союз Розетти с Джо Массерией. Маргарет рассматривает альтернативный фьючерс в больнице и дома. Ван Алден сталкивается с неприятной стороной бизнеса. Розетти в гневе, когда на отгрузку приходит маленькая партия. Хэрроу вынужден извиняться за Джулию. Мелок видит возможность в пепле подпольных организаций. |            |                                        |                 |                               |                  |                     |
| 35 | 11         | «Двое вне закона» «Two Imposters»      | Аллен Култер    | Говард Кордер                 | 25 ноября 2012   | 2,30                |
| Розетти делает свой ход в Атлантик-Сити, вынуждая Наки и Эдди искать убежище у Мелка. С захватом клуба Артемиды бандитами Розетти, Джиллиан рассматривает будущее бизнеса, которое включает нежелательного партнера. Лучано заключает сделку, которая приводит к сожалению. А Ричард теряет домашние привилегии. |            |                                        |                 |                               |                  |                     |
| 36 | 12         | «Пески Маргейта» «Margate Sands»       | Тим Ван Паттен  | Теренс Уинтер и Говард Кордер | 2 декабря 2012   | 2,73                |
| В Атлантик-Сити полномасштабная война, и трупы с обеих сторон. Работая в лесопилке, Наки пытается ослабить союз Розетти и Массерии изо всех сил, чтобы сохранить мир между Капоне и Мелком. В Нью-Йорке, Массерия и Ротштейн подставляют Лучано с помощью коррумпированных полицейских. Джиллиан делает неудачную попытку ухаживать, притупить и предположительно убить Розетти. Наки заключает сделку с Ротштейном, чтобы сломать силу Розетти. Мелок и армия Капоне перебивают людей Массерии, когда они отступали в Нью-Йорк. Ричард обрушивается на дом Джиллиан и убивает многих людей Розетти. Розетти сбегает. Затем, Наки использует политические связи, чтобы свести счёты с Ротштейном. Ричард дарит Томми новый дом Джулии, в процессе чего жертвует своими отношениями с ней. Розетти встречается с его тремя оставшимися приспешниками, но, по приказу Наки, главный помощник Джипа колит его ножом насмерть, пока он мочится на пляже. Наки выслеживает Маргарет, которая заканчивает их отношения. Подавленный Наки затем приступает к прогулке на променаде, где его узнают пешеходы. Пока он одинок, он наконец-то перехватил контроль Атлантик-Сити. |            |                                        |                 |                               |                  |                     |

## Реакция

### Реакция критиков
Третий сезон «Подпольной империи» получил положительные отзывы от критиков. На сайте Metacritic, рейтинг третьего сезона составил 76/100, на основе 15 отзывов. Другой сайт, Rotten Tomatoes, сообщил, что 84% критиков дали третьему сезону «Сертифицированный свежий» рейтинг, на основе 25 отзывов, со средним рейтингом 8.6/10, с его консенсусом: "В роли гангстера Джипа Розетти, Бобби Каннавале приносит чувство опасности и энергии в этом сезоне «Подпольной империи», который остаётся щедрым, извилистым и насильственным."

### Награды и номинации
Третий сезон получил 10 номинаций на премию «Эмми» на 65-й церемонии вручения, и в итоги выиграл 5 из них. Бобби Каннавале выиграл за лучшую мужскую роль второго плана в драматическом сериале, а сериал выиграл за лучшую работу художника-постановщика в сериале (Праздничный костюм), лучшие причёски в сериале (Обещание), лучший монтаж звука в сериале (Блаженны нищие) и лучшее смешивание звуков в комедийном или драматическом сериале (Блаженны нищие). Тим Ван Паттен был номинирован за лучшую режиссуру драматического сериала за «Пески Маргейта», а сериал также был номинирован за лучшую операторскую работу в сериале (Пески Маргейта), лучшие костюмы в сериале (Обещание), лучший грим в сериале (несложный) (Обещание) и лучшие визуальные эффекты (Пони).